# Trichoniscus pusillus
Trichoniscus pusillus is een pissebed uit de familie Trichoniscidae. De wetenschappelijke naam van de soort is voor het eerst geldig gepubliceerd in 1833 door Johann Friedrich von Brandt.